# Pseudopodoces humilis
Pseudopoces humilis és una espècie d'ocell de la família dels pàrids (Paridae) i única espècie del gènere Pseudopoces. En català rep el nom de "mallerenga terrestre" (anglès: Ground Tit; espanyol: Carbonero terrestre).

## Descripció
- Ocell amb la grandària d'un pardal però amb el bec més llarg. Bec i potes negres. Escàs dimorfisme sexual.
- Parts inferior de color gris lleonat. Parts superiors d'un marró fosc. Cap gris lleonat amb el capell més fosc i el clatell clar.

## Hàbitat i distribució
Habita estepes semiàrides per sobre del límit dels arbres a l'Himàla de l'oest de la Xina, Tibet i nord-est de l'Índia.

## Taxonomia
Aquest ocell va ser considerat tradicionalment un parent dels còrvids del gènere Podoces, sobre la base del cant i el comportament. L'autapomorfia sens dubte va desconcertar els ornitòlegs del segle xx, però a causa de la seva distribució a remots indrets i les escasses descripcions continuava, cent anys després de la descripció per Hume, essent considerat un gaig aberrant. A finals del segle XX però, alguns estudis d'anatomia determinaven que no eren còrvids. A partir del 2003, estudis osteològics, seqüències d'ADN mitocondrial i nuclear i altres dades bioquímiques van demostrar que pertanyien als pàrids. Va ser inclòs en el gènere Parus pel Congrés Ornitològic Internacional fins que en la versió 3.05 (2013) és inclòs a Pseudopodoces arran els estudis de Johansson et al el 2013.